# Jean Petitot (philosophe)
Pour les articles homonymes, voir Jean Petitot et Petitot.
Jean Petitot, né le 8 avril 1944 à Paris, est un philosophe des sciences et mathématicien appliqué français. 

## Biographie

### Études
Jean Petitot est diplômé de l'École polytechnique (X 1965), titulaire d'un DEA de mathématiques pures (1968) suivi d'une spécialisation en géométrie différentielle, systèmes dynamiques et théorie des singularités au Centre de Mathématiques Laurent Schwartz, diplômé de l'École des hautes études en sciences sociales (1973) et titulaire d'un doctorat d'État ès lettres et sciences humaines (1982).

### Fonctions et carrière
Il est directeur d'études au Centre d'analyse et de mathématique sociales (CAMS) de l'École des hautes études en sciences sociales (EHESS-PSL). De 2000 à 2006, il est responsable du DEA de Sciences cognitives et directeur du Centre de recherche en épistémologie appliquée (CREA) de l'École polytechnique. De 2000 à 2009, il est également enseignant puis professeur (à partir de 2006) au département d'Humanités et sciences sociales de cette école.
Ses travaux portent sur l'épistémologie des mathématiques et de la physique mathématique (voir par exemple « The unity of mathematics as a method of discovery » lire en ligne) et « Objectivité faible et Philosophie transcendantale », la géométrie différentielle, les systèmes dynamiques et la théorie des singularités, les modèles morphodynamiques et connexionnistes en neurosciences cognitives, les systèmes complexes, la phénoménologie de la perception. 
Il a dirigé le Colloque de Cerisy autour de l'œuvre de René Thom Logos et Théorie des Catastrophes (Editions Patiño, Genève, 1989),. Consultado em 12 de outubro de 2021, ainsi que des ouvrages en collaboration avec les spécialistes de sciences cognitives Francisco Varela, Jean-Michel Roy et Bernard Pachoud (Naturalizing Phenomenology: Issues in Contemporary Phenomenology and Cognitive Science, Stanford University Press, 1999), Yves Frégnac et Jean Lorenceau (Neurogeometry and Visual Perception, Journal of Physiology-Paris, 97, 2-3), les mathématiciens Alessandro Sarti et Giovanna Citti (Neuromathematics of vision, Journal of Physiology-Paris, 103, 1-2, 2009), les philosophes des sciences Michel Bitbol et Pierre Kerszberg (Constituting Objectivity. Transcendental Perspectives on Modern Physics, The Western Ontario Series in Philosophy of Science, vol. 74, Springer, 2009), Fabio Minazzi et Luca Scarantino, le philosophe et historien des idées Philippe Nemo (Histoire du libéralisme en Europe, Presses Universitaires de France, Paris, 2006), le sémioticien Paolo Fabbri (Au Nom du Sens, Colloque de Cerisy autour de l'œuvre d'Umberto Eco, Paris, Grasset, 2000).
Il a également travaillé sur la généalogie théorique du structuralisme, mettant l'accent sur l'existence, à côté de l'origine linguistique bien connue, d'une filiation naturaliste et morphodynamique allant de Goethe jusqu'à Lévi-Strauss. Dans ce contexte, il s'est intéressé aux incursions de l'anthropologue dans la formalisation mathématique, et notamment à la formule canonique du  mythe.
Il est membre de l'Académie internationale de philosophie des sciences (lire en ligne), cofondateur du Collège Bernard d'Espagnat de physique et de philosophie (lire en ligne) et du Fernando Gil International Prize for Philosophy of Science.  
Il est fait chevalier de l'Ordre national du Mérite en 1998.

## Travaux
Depuis les années 1970, sa réflexion s'est développée dans trois directions principales:
- La philosophie des mathématiques et la physique mathématique. Dans ce domaine, il a été l'un des réintroducteurs de la philosophie transcendantale kantienne et il est proche de l'École de Stanford (Patrick Suppes, Thomas Ryckman, Michael Friedman).
- La théorie des singularités et des bifurcations et leurs applications, au moyen des modèles morphodynamiques introduits par René Thom, à divers aspects du structuralisme (Jakobson, Tesnière, Lévi-Strauss, Greimas, Eco).
- Les neurosciences cognitives et la phénoménologie (husserlienne) de la perception (phonétique, vision).

## Domaines de recherche
- Modèles dynamiques en sciences cognitives
  - Modèles morphodynamiques, modèles connexionnistes et systèmes complexes
  - Apprentissage et catégorisation
  - Géométrie différentielle et vision computationnelle
  - Le problème de la constituante dans les modèles connexionnistes et dynamiques
  - Logique et géométrie
  - Phénoménologie naturalisée
  - Sémiotique et morphodynamique

- Épistémologie des modèles mathématiques
  - Le problème du platonisme en philosophie des mathématiques
  - Analyse de différentes doctrines de philosophie des mathématiques
  - Épistémologie de la physique mathématique (actualité de la philosophie transcendantale)
  - Philosophie et phénoménologie de la forme

## Principales publications
- Morphogenèse du sens, Paris, PUF, 1985.
- Les catastrophes de la parole. De Roman Jakobson à René Thom, Paris, Maloine, 1985.
- Local / Global, Enciclopedia Einaudi, vol. 4, 1986.
- La philosophie transcendantale et le problème de l'objectivité, Paris, Osiris, 1991.
- Physique du sens. De la théorie des singularités aux structures sémio-narratives, Paris, CNRS Éditions, 1992.
- Histoire du libéralisme en Europe, avec Philippe Nemo, Paris, PUF, coll. « Quadrige », 2002, 2006, 1411 p.  — traduit en italien.
- Morphologie et esthétique, Paris, Maisonneuve et Larose, 2003.
- (en) Morphogenesis of Meaning, traduction F. Manjali, Bern, Peter Lang, 2003.
- Neurogéométrie de la vision. Modèles mathématiques et physiques des architectures fonctionnelles, École Polytechnique et Ellipses, décembre 2008.
- (it) Per un nuovo illuminismo. La conoscenza scientifica come valore culturale e civile, traduction F. Minazzi, Milano, Bompiani 2009 (Il campo semiotico a cura di Umberto Eco).
- (en) Cognitive Morphodynamics. Dynamical Morphological Models of Constituency in Perception and Syntax, avec R. Doursat, Bern, Peter Lang, 2011.
- (en) Elements of neurogeometry. Functional architectures of vision, Lecture Notes in Morphogenesis, Springer, 2017.
- Plus de trois cent articles et études. (lire en ligne)

## Articles
- Calcul différentiel neuronal et architectures fonctionnelles, in: Intellectica. Revue de l'Association pour la Recherche Cognitive, numéro 69, 2018.
- A transcendental view on the continuum : Woodin's conditional platonism, in: Intellectica. Revue de l'Association pour la Recherche Cognitive, numéro 51, 2009.
- Géométrie et Vision dans Ding und Raum de Husserl, in: Intellectica. Revue de l'Association pour la Recherche Cognitive, numéro 39, 2004.
- La généalogie morphologique du structuralisme, Paris, Critique, 1999[8].
- Logique et dynamique de la cognition, in: Intellectica. Revue de l'Association pour la Recherche Cognitive, numéro 23, 1996.
- Note complémentaire sur l'approche morphodynamique de la formule canonique du mythe, in: L'Homme, tome 35, numéro 135, 1995.
- Phénoménologie naturalisée et morphodynamique : la fonction cognitive du synthétique a priori, in: Intellectica. Revue de l'Association pour la Recherche Cognitive, numéro 17, 1993.
- Syntaxe topologique et grammaire cognitive, in: Langages, 25ᵉ année, numéro 103, 1991.
- Présentation, in: Langages, 25ᵉ année, n°103, 1991.
- Approche morphodynamique de la formule canonique du mythe, in: L'Homme, tome 28, numéro 106-107, 1988.
- Refaire le « Timée » :. Introduction à la philosophie mathématique d'Albert Lautman, in: Revue d'histoire des sciences, tome 40, numéro 1, 1987.
- A propos d'Eclat, de Plume et d'Encyclopédie, entretien avec Jean Petitot, Cahiers de Fontenay, 1979[9].
- Automate asocial et systèmes acentrés, in: Communications, 1974.